# Madeleine Brohan

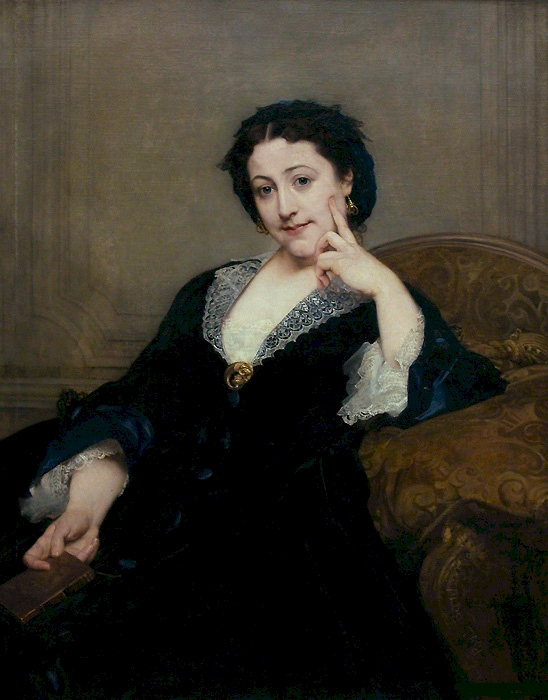
Madeleine Brohan, porträtt av Paul Baudry.

Émilie Madeleine Brohan, född den 21 oktober 1833 i Paris, död där den 24 oktober 1900, var en fransk skådespelerska. Hon var dotter till Suzanne Brohan och syster till Augustine Brohan. Hon gifte sig med Mario Uchard 1853, men äktenskapet upplöstes redan efter två år.
Madeleine Brohan var 1850–1885 anställd vid Théâtre-Français. Som modern och systern började hon sin baran med subrettroller, men övergick sedan till den moderna komedins roller. Bland hennes mer bemärkta roller ses hertiginnan Réville i Sällskap där man har tråkigt.

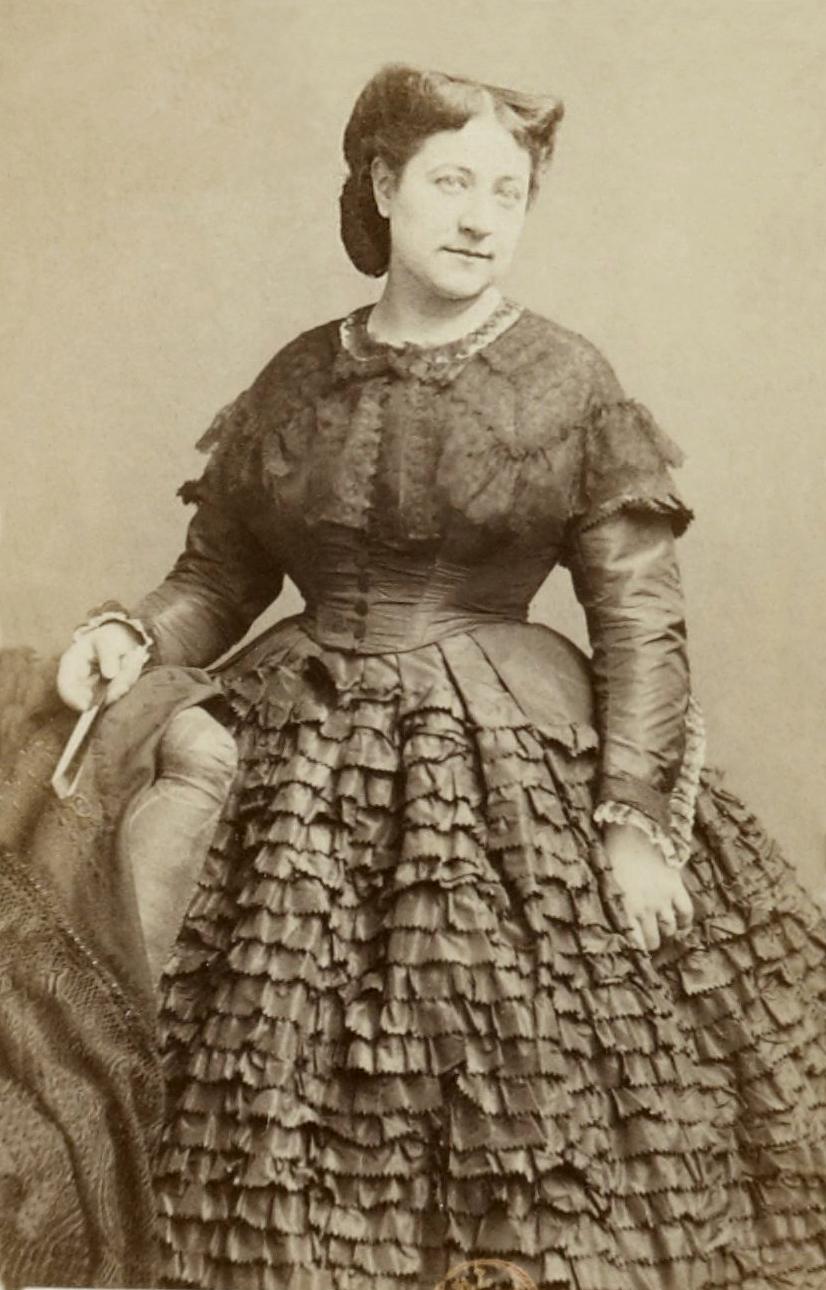
Madeleine Brohan, fotografi av Étienne Carjat, 1864.